# ンジンガ・ムバンデ (コンゴ女王)
ンジンガ・ムバンデ（英：Nzingha Mbande、1583年 - 1663年）は、ンドンゴとマタンバ（現在の北アンゴラ）のキンブンド王国の女王であった人物である。
ンジンガはンドンゴの王族に生まれ、幼い頃から軍事的および政治的な教育を受けていた。彼女は王であった父と兄の死後、王国の権力を引き継ぎ、統治を始めた。彼女が統治していた時期は、アフリカの奴隷貿易が急速に成長し、ポルトガル帝国が南西アフリカに侵入し、奴隷貿易を支配しようとした時期であった。ンジンガは、37 年間続いた治世において、独立と王国の地位のためにポルトガルと戦った。
現在のアンゴラでは、抵抗と独立の象徴的な英雄として扱われている。ルアンダの主要な通りの中には、彼女にちなんで名付けられたものもある。2002年、独立27周年を記念して、アンゴラのルアンダにあるラルゴ ド キナキシシに当時のサントス大統領によって彼女の像が建てられた。

## 幼少期
ンジンガは 1583 年頃、中西部のンドンゴの王族に生まれた。彼女の母親ケンゲラ・カ・ンコンベは、父親の奴隷の妻彼のお気に入りの側室の1人であったンジンガにはカンブ（レディ バーバラ）とフンジ（レディ グレース）の2人の姉妹がいた。彼女にはムバンディ・キルアンジという兄弟もいた。彼は後、父の死後王位を引き継いだ。伝説によると、母親であるケンゲラにとって出産過程はとても大変でへその緒が首に巻き付いていたため、ンジンガと名付けられた(キンブンド語の動詞kujingaは、ねじる、曲がるという意味)。困難な出産や異常な出産を生き延びた王族の子供たちは、霊的な賜物を持っていると信じられ、一部の人々は、彼らの誕生を、その人が力強く誇り高い人物に成長すると信じていた。
彼女が10歳のとき、父親がンドンゴの王に即位した。子供の頃、ンジンガは父親にとても可愛がられていた。彼女は王位継承者とはみなされなかった。彼女は軍事訓練を受け、父親と共に戦う戦士としての訓練を受け、ンドンガンの戦士の伝統的な武器であるバトルアックスを好んで使っていた。彼女は父親と並んで、法律評議会、軍事会議、重要な儀式など、多くの公務および政治的業務に参加した。さらに、ンジンガはポルトガルの宣教師のもとを訪れてポルトガル語を学んでいた。　

## 様々な名前
ンジンガ・ンバンデは、キンブンド語とポルトガル語の両方、別のスペル、さまざまな敬称など、さまざまな名前で知られている。ポルトガル語と英語のソースに見られる共通の綴りはNzinga、Nzingha、Njinga'とNjinghaがある。植民地時代彼女自身の写本などの資料では、Jinga, Ginga, Zinga, Zingua, Zhinga, Singaと綴られた。彼女はクリスチャン名のアナ・デ・ソウザで、アンナ・デ・ソウザ・ンジンガという名前は、洗礼を受けたときにつけられたものである。彼女は、式典で彼女の教母を務めたポルトガル人女性にちなんで、アンナと名付けられた。彼女の存在はンジンガの将来に影響を与えた。彼女のクリスチャンの姓であるデ・ソウザは、アンゴラの総督代行のジョアン・コレイア・デ・ソウザに由来している。
ンドンゴとマタンバの君主のとき、彼女はンゴラ・ンジンガと名乗っていた。ンゴラは統治者のンドンゴ名であり、「アンゴラ」の語源で、「ンゴラ」に敬称を表す「ア」をつけることで「アンゴラ」となった。ポルトガル語での彼女は、Rainha Nzinga/Zinga/Ginga（ンジンガの女王）として知られた。現在のキンブンド語の正書法によると、彼女の名前はNjinga Mbandiと綴られている (「j」は有声後部歯牙摩擦音またはポルトガル語とフランス語の「ソフト j」で、隣接する「n」は無音である)。ルアンダのキナキシシの広場に立っているンジンガの像は、彼「ムウェン・ンジンガ・ムバンデ」と呼ばれている。